# Леауэре, Келе
Сеникавика Келемете «Келе» Леауэре (фидж. Senikavika Kelemete "Kele" Leawere, родился 27 апреля 1974) — фиджийский регбист, выступавший на позиции замка, действующий главный тренер сборной Фиджи до 20 лет.

## Игровая карьера
Выступал на протяжении своей карьеры за множество региональных клубов Новой Зеландии, среди которых выделялся «Ист-Кост» из Второго дивизиона чемпионата Новой Зеландии по регби (за него сыграл 56 матчей). Отметился игрой в составе сборной провинций Новой Зеландии против Италии и Ирландии, а также представлял вторую сборную Фиджи под названием «Фиджи Уорриорз» в матче против австралийского клуба «Брамбиз» в 1997 году. В Колониальном Кубке выступал за фиджийские клубы «Надрога» и «Коустал Стэллионс». С 2005 года играл в Японии за «Хино Моторз».
Дебютную игру за сборную Фиджи Леауэре провёл 24 ноября 2002 года против Шотландии в рамках турне фиджийцев по Великобритании и Ирландии, выйдя на замену. В 2003 году выступал на Кубке мира за сборную Фиджи (провёл матчи против Франции и Японии, в которых фиджийцы потерпели поражения). 12 июня 2004 года в игре против сборной Самоа в Сува занёс первую попытку, обыграв самоанскую защиту. В мае 2007 года был заявлен на Кубок тихоокеанских наций, а в сентябре того же года стал вице-капитаном сборной на чемпионате мира во Франции. На мировом первенстве 2007 года Леауэре, игравший чаще под 4-м номером, провёл 4 матча (три в группе и один в проигранном четвертьфинале против ЮАР), отметившись попытками в играх против Японии (занёс при счете 24:25 в пользу Фиджи), Канады (занёс при счёте 3:3) и Уэльса (занёс при счёте 3:18 в пользу Фиджи).

## Тренерская карьера
В 2017 году вошёл в тренерский штаб сборной Фиджи до 20 лет, отвечая за её подготовку к чемпионату Океании.

## Личная жизнь
Есть младшие братья Мика и Секове, в прошлом игравшие за национальную сборную по регби-7. Сын — Исайя, замок клубов «Веллингтон» и «Харрикейнз». В 2014 году участвовал в парламентских выборах от Национальной федеративной партии.